# Dippoldiswalde
Dippoldiswalde (pronunciación en alemán: /dɪpɔldɪsˈvaldə/ⓘ) es un municipio situado en el distrito de Suiza Sajona-Montes Metálicos Orientales, en el estado federado de Sajonia (Alemania), a una altitud de 375 metros. Su población a finales de 2016 era de unos 4500 habs. y su densidad poblacional, 140 hab/km².